# Калиновский, Самуэль
Самуэль Ежи Калиновский (пол. Samuel Jerzy Kalinowski; погиб 2 июня 1652) — государственный и военный деятель Речи Посполитой, обозный великий коронный (1649—1652), староста брацлавский, литинский, любецкий, гусятинский и черниговский.
Владелец Любеча, Гусятина, Лоева, Конотопа и Лысянки.

## Биография
Представитель польского магнатского рода Калиновских герба «Калинова». Сын гетмана польного коронного и воеводы черниговского Мартина Калиновского (ок. 1605—1652) и княжны Гелены Корецкой.
В 1643 году Самуэль Ежи получил во владение от отца староство брацлавское, литинское и любецкое, а в 1646 году — гусятинское и ненадолго черниговское. Каспер Несецкий называет его старостой лоевским.
В 1648 году Самуэль Ежи участвовал в неудачных битвах с восставшими казаками под Корсунем и Пилявцами, где польско-шляхетская армия потерпела крупные поражения. Осенью 1648 года он за свой счет выставил гусарскую хоругвь (120 чел.) и казацкую хоругвь (150 чел.).
В 1648 году Самуэль Ежи Калиновский поддержал избрание (элекцию) на польский королевский престол Яна II Казимира Вазы. Неизвестно, находился ли он в осаждённом казаками Збараже, но К.Несецкий указывает на его пребывание тогда в Каменце-Подольском вместе с Петром Потоцким.
В 1649 году Самуэль Ежи Калиновский получил от короля должность обозного великого коронного. В январе 1650 года умирающий канцлер Ежи Оссолинский завещал староство стенжицкое своему зятю Самуэлю Ежи Калиновскому, но король передал это староство другому лицу. 7 мая 1650 года Самуэль Ежи и его жена получили во владение староство бродницкое вместе с городом Лидзбарком, что вызвало протест прусской шляхты, угрожавшей сорвать сейм. Король дал обещание решить дело на следующем сейме, но так и не сдержал своего слова. Только после смерти Самуэля Ежи его вдова Урсула уступила 18 октября 1653 года староство бродницкое воеводе хелминскому Яну Косу.
В марте 1651 года с собственной хоругвью пехоты под командованием своего отца Мартина Калиновского участвовал в военной кампании на Брацлавщине против казаков. Сражался против повстанцев под Шаргородом, Черновцами, Мурафой, Стеной и Ямполем. 18 марта 1651 года он выступил на Кальник для проведения разведки и взял несколько пленников, но часть его отряда была разбита казаками в Липовце. В мае того же года во время переправы через р.Серет возле Копычинцев имел стычку с татарами и казаками.
В конце июня — начале июля 1651 года обозный великий коронный Самуэль Ежи Калиновский участвовал в битве с казацко-татарской армией под Берестечком.
2 июня 1652 года вместе со своим отцом погиб в битве с казаками под Батогом. Его вдова долго считала, что он попал в плен, она поспешила с выкупом в Гусятин и по дороге едва не попала в плен к татарам.

## Семья и дети
20 мая 1646 года в Варшаве женился на Урсуле Бригитте Оссолинской, дочери канцлера великого коронного Ежи Оссолинского и Изабеллы Данилович. На свадьбе и последующих торжествах присутствовали король Владислав IV Ваза с королевой. На свадьбе велись переговоры относительно войны с Турцией, которую готовил король. В планируемой войне в 1647 году Ежи Оссолинский хотел использовать связи зятя с казаками.
Дети:
- Ежи Калиновский, умер в раннем возрасте, потомства не оставил
- Юзеф Калиновский, умер в раннем возрасте, потомства не оставил
- Мартин Адам Калиновский, староста лоевский и гневковский